# Medicago rigida
Medicago rigida là một loài thực vật có hoa trong họ Đậu. Loài này được (Boiss. & Balansa) E.Small miêu tả khoa học đầu tiên.